# Aperol

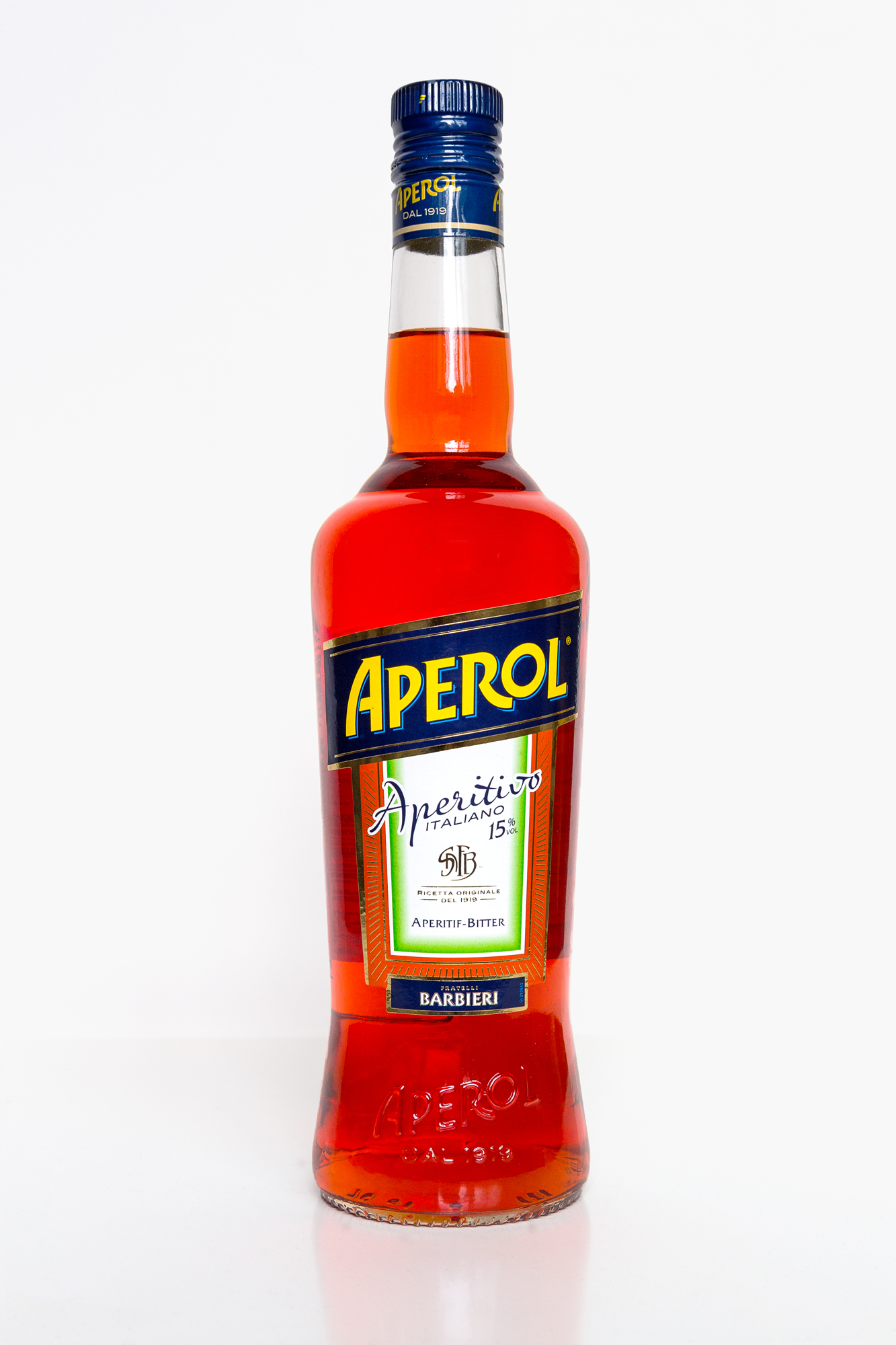
Aperol

Aperol este un aperitiv bitter italian preparat cu gențiană, rubarbă și cinchona, printre alte ingrediente. Are o nuanță portocalie vibrantă. Numele său provine de la apero, un cuvânt din argoul francez pentru „aperitiv”.

## Istorie
Aperol a fost creat în 1919 de Luigi și Silvio Barbieri după șapte ani de experimentare. Nu a devenit foarte popular decât după cel de-al Doilea Război Mondial. A fost produs mai întâi de compania Barbieri, cu sediul în Padova, iar acum este produs de Grupul Campari. Deși are gust și miros asemănător cu Campari, Aperol are un conținut de alcool de 11% - mai puțin de jumătate față de Campari. Au același conținut de zahăr, dar Aperol are un gust mai puțin amar. Campari este, de asemenea, mult mai închis la culoare.
Aperolul vândut în Germania a avut un conținut de alcool de 15% pentru o perioadă de timp, pentru a evita reglementările privind legislația germană referitoare la garanția pe ambalaje⁠(d); cu toate acestea, începând din 2021, este vândut cu un conținut de alcool de 11%.

## Cocktailuri

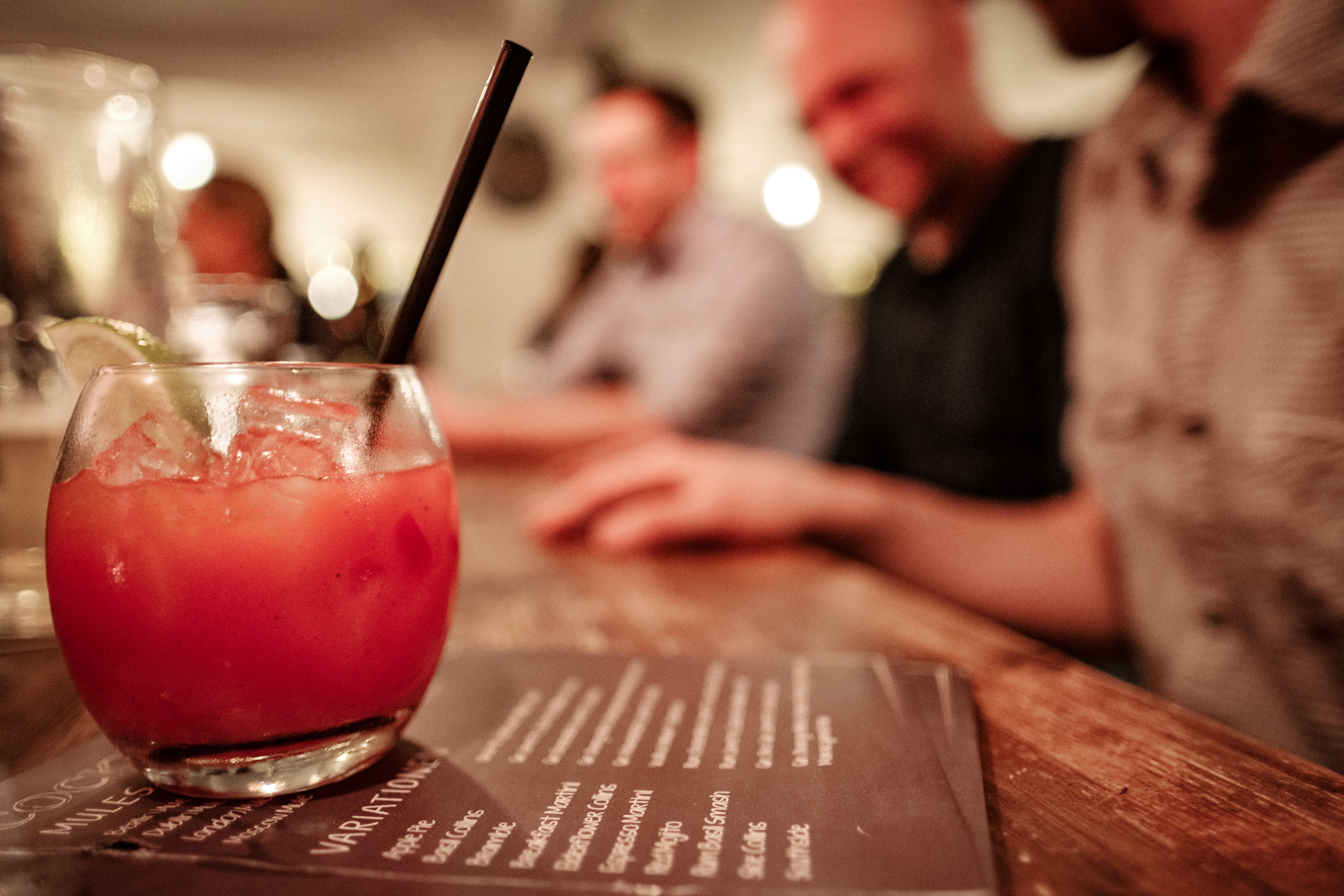
Un Aperol sour într-un bar din Tübingen

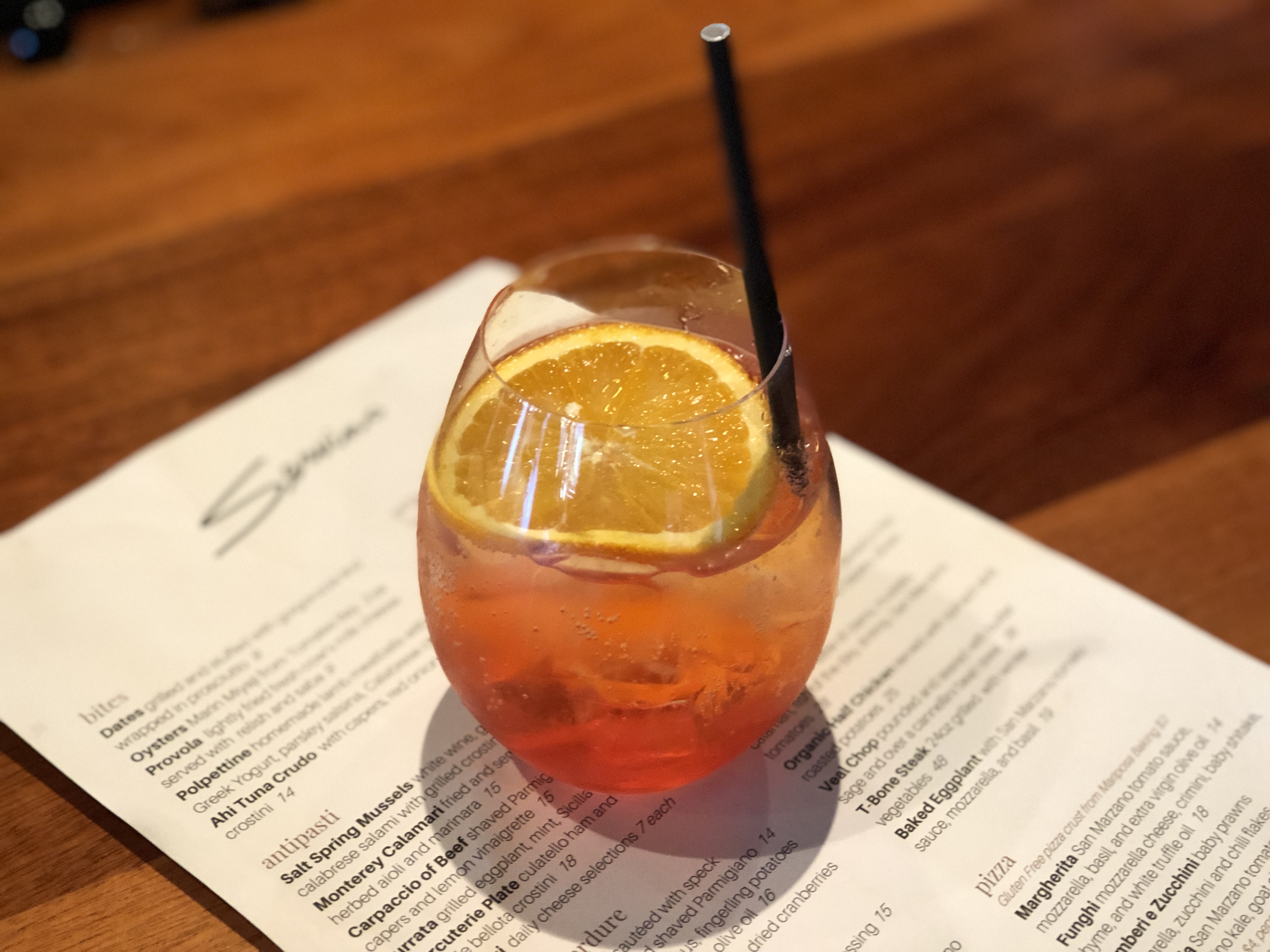
Aperol spritz, popular în întreaga lume

Spritz-ul, un cocktail aperitiv, este adesea preparat folosind Aperol. Rezultatul este cunoscut sub numele de Aperol spritz. O altă variantă este Aperol sour.

## Sponsorizări
Din aprilie 2010, Aperol este sponsorul oficial al MotoGP, Grand Prix-ul de curse de motociclete.
Aperol a avut un parteneriat cu Manchester United FC ca partener global oficial al clubului pentru băuturi spirtoase din ianuarie 2014 până la sfârșitul sezonului 2016/2017.